# Soma (Manisa)
Soma ist eine Stadtgemeinde (Belediye) im gleichnamigen Ilçe (Landkreis) der Provinz Manisa in der türkischen Ägäisregion und gleichzeitig eine Gemeinde der 2012 geschaffenen Büyüksehir belediyesi Manisa (Großstadtgemeinde/Metropolprovinz). Seit der Gebietsreform 2013 ist die Gemeinde flächen- und einwohnermäßig identisch mit dem Landkreis. Die Im Stadtlogo vorhandene Jahreszahl (1891) dürfte auf das Jahr der Ernennung zur Stadtgemeinde (Belediye) hinweisen.
Soma liegt etwa 85 km nördlich des Zentrums der Provinzhauptstadt Manisa und etwa 45 km östlich von Bergama (dem früheren Pergamon). Nördlich der Stadt befinden sich die Sevişler-Talsperre und die Kül-Talsperre. Soma liegt am Ufer des Flusses Bakırçay und grenzt im Norden an die Provinz Balıkesir und im Westen an die Provinz Izmir.
Um die Stadt gibt es große Braunkohlevorkommen, die unter Tage abgebaut werden, und deshalb zwei Kohlekraftwerke.
Im Mai 2014 kam es in der Grube am ehem. Dorf Eynez (jetzt ein Mahalle) zu dem schweren Grubenunglück von Soma.
Soma bestand schon bei Gründung der Türkei 1923, der Kaza (Vorläufer des Kreises) hatte zur Volkszählung 1927 21.241 Einwohner, davon entfielen auf die Stadt (Şehir) 3.655 und auf die 68 Dörfer/Ortschaften 17.586 Einwohner. 